# Lord-lieutenant de Stirling and Falkirk
Ceci est une liste de personnes qui ont servi comme Lord Lieutenant de Stirling and Falkirk. L'office a remplace le Lord Lieutenant du Stirlingshire en 1975.
- Mrs. Marjory McLachlan A été nommé en novembre 2005
- Le plus jeune de Leckie avait été Lord Lieutenant de Stirlingshire
- Edward Younger, 3e vicomte Younger de Leckie 1975–1979
- Maj-Gen. Frederick Clarence Campbell Graham 26 septembre 1979 – 1983
- Lt-Col. Sir James Stirling 30 novembre 1983 – 2005
- Marjory McLachlan 28 novembre 2005 – présent[1],[2]